# Sitio de pruebas de Nueva Zembla
El Sitio de pruebas de Nueva Zembla fue una gran instalación de pruebas nucleares de la Unión Soviética, ubicado en el archipiélago de Nueva Zembla, el océano ártico, al norte de Rusia.

## Zona de pruebas

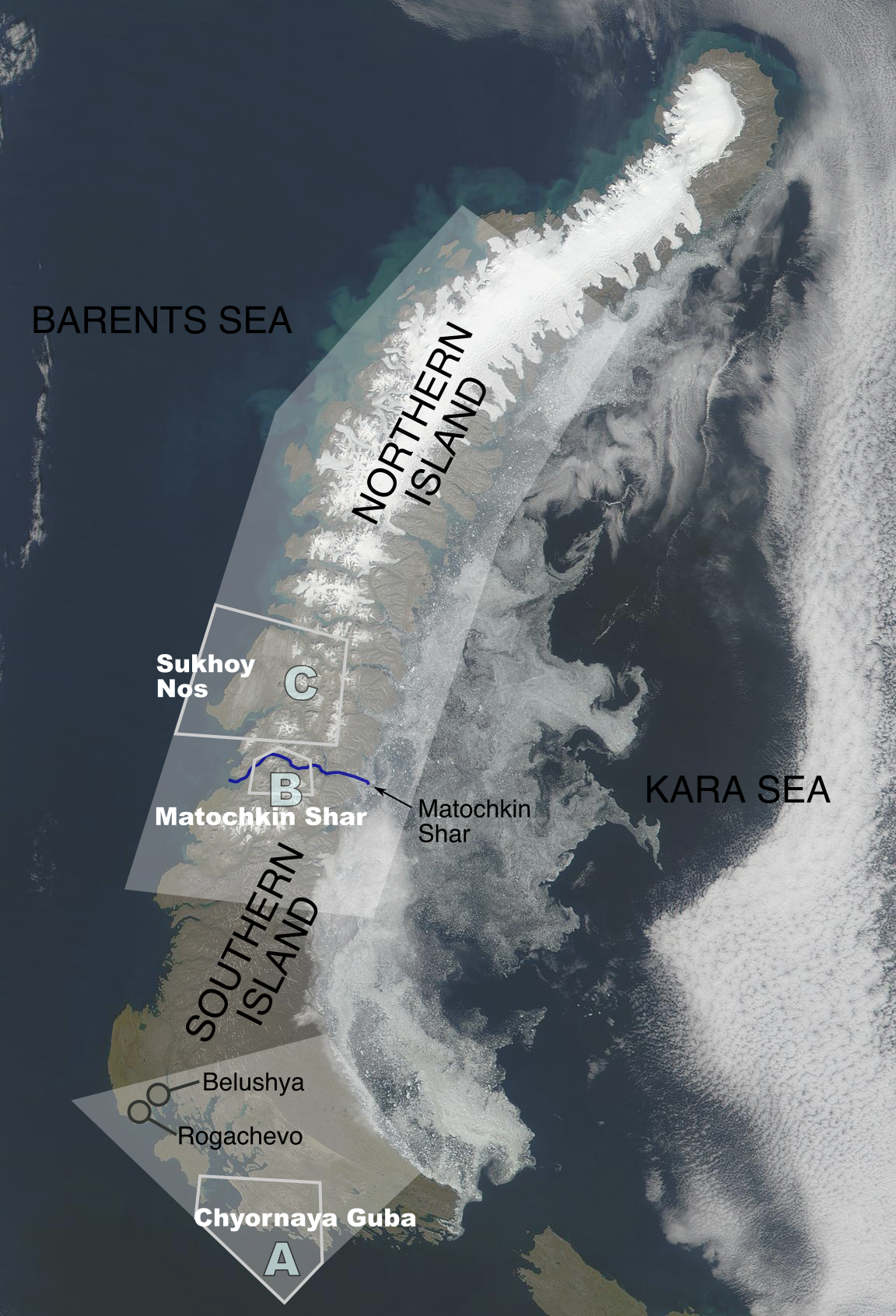
Límites e instalaciones del sitio de pruebas de Nueva Zembla.

El archipiélago de Nueva Zembla fue dividido en tres zonas principales:
- La "Zona A", Chyornaya Guba (en ruso Чёрная Губа, "Bahía Negra"), en la isla sur, (70°42′N 54°36′E / 70.7°N 54.6°E / 70.7; 54.6), fue usada en 1955–1962 y 1972–1975.[1]
- La "Zona B", Matochkin Shar (Маточкин Шар) (también conocido como "Zona norte"), ubicado en el estrecho Matochkin (73°24′N 54°54′E / 73.4°N 54.9°E / 73.4; 54.9), fue usada para pruebas subterráneas en 1964–1990.[1]
- La "Zona C" o "D-II SIPNZ", ubicada en la península de Sujoy Nos en la isla norte (73°42′N 54°00′E / 73.7°N 54.0°E / 73.7; 54.0), fue usada en 1958–1961 y fue donde se llevó a cabo, en 1961, la prueba de la "Bomba del Zar".[1]

Existían también zonas menores, como la bahía Mityushija (en Sujoy Nos) y Belushya o "Zona sur", y también bases aéreas y campos de pruebas de misiles. Además, se realizaron pruebas en otras partes de la isla fuera de las zonas ya nombradas (el territorio oficial del polígono de pruebas ocupaba más de la mitad del territorio del archipiélago).

## Historia
El programa de pruebas nucleares estadounidense llevó a cabo, en 1946, una serie de dos explosiones nucleares, conocida como "Operación Crossroads", con el propósito de medir los efectos de una explosión nuclear sobre una flota naval. La Unión Soviética, que había comenzado su programa nuclear en 1945, comenzó a probar sus armas en el polígono de Semipalatinsk, que no estaba capacitado para realizar pruebas con una armada naval. La Comisión de Estado recomendó que el polígono de pruebas se ubicara en el campamento de Belushya, en la base aérea de Rogachevo, isla sur de Nueva Zembla, y que guba Chyornaya se utilizara como un campo de batalla. Estas propuestas fueron presentadas al gobierno, las que fueron adoptadas, y el 31 de julio de 1954 se emitió un decreto del Consejo de Ministros de la URSS para crear un sitio de prueba en Novaya Zemlya. El 17 de septiembre de 1954, Nueva Zembla fue designada como Sitio de pruebas de Nueva Zembla, cuya construcción comenzó en octubre, y siguió durante gran parte de la guerra fría. El sitio se convertiría, junto con Semipalatinsk en los puntos de pruebas nucleares más importantes de la Unión Soviética.

### Primeros experimentos navales con armas nucleares
Este nuevo sitio de pruebas tenía varias ventajas sobre el sitio de pruebas de Semipalatinsk. Este daba la posibilidad de realizar pruebas en cualquier ambiente, incluyendo pruebas submarinas, y las islas estaban prácticamente despobladas, a diferencia de Semipalatinsk, alrededor de la cual existían decenas de pueblos y ciudades. Dada la posibilidad de llevar a cabo pruebas nucleares submarinas en Nueva Zembla, la primera prueba realizada allí tenía como propósito estudiar los efectos de una explosión nuclear sobre los equipos de la armada naval. El 21 de septiembre de 1955 se realizó la primera prueba nuclear en Nueva Zembla, en Chyornaya guba, en la cual se detonó un dispositivo RDS-9 en el mar, a una profundidad de 9,7 metros, el cual tuvo un rendimiento de 3,5 kilotones.
La segunda prueba se realizó el 7 de septiembre de 1957, también en ambiente guba. Esta fue la única prueba superficial realizada en Nueva Zembla. El dispositivo fue montado sobre una torre de 15 metros de altura, ubicada a 100 metros de la costa. Su propósito también era estudiar los efectos de la explosión sobre el equipo naval. La explosión tuvo un rendimiento de 32 kilotones, y produjo un cráter de 78 metros de diámetro y 15,3 metros de profundidad. El polvillo radiactivo contaminó grandemente la zona. Una hora después de la explosión la radiación gamma en la zona cero era de 40.000 roentgen por hora. Actualmente se prohíbe el acceso a la zona debido a la radioactividad.
El día 10 de octubre de 1957 se realizó otra detonación submarina, la cual fue el tercer experimento de la marina en Nueva Zembla. (Véase RDS-9)

### Las primeras detonaciones de alto rendimiento
Durante los primeros años del programa nuclear soviético, específicamente a mediados de 1950 surgió otra gran problema con los polígonos de pruebas. En Semipalatinsk, la cercanía de numerosos pueblos al área de pruebas causaba un gran peligro para la población, donde los efectos aún no se hacían presentes pero ya tenían la experiencia de la realización de pruebas de gran potencia en el sitio con la detonación de la RDS-37 en 1955, cuya explosión causó daños en varios poblados y mató a dos personas. 
La tercera prueba en Nueva Zembla se realizó el 24 de septiembre de 1957. Esta prueba era distinta a las dos anteriores, siendo la primera prueba en el sitio con una bomba arrojada desde el aire. El director de la prueba fue K. I. Schelkin. Un avión Tupolev Tu-16 pilotado por F. P. Golovashko partió desde el aeródromo de Olenya en la península de Kola rumbo a la bahía de Mityushija, Sujoy Nos, con una bomba termonuclear a bordo. El dispositivo fue arrojado y detonó a 2000 metros de altura, con un rendimiento de 1600 kilotones. El avión volvió al aeródromo sin sufrir daños.
En 1958 se llevaron a cabo 23 pruebas nucleares, todas ellas bombas arrojadas desde el aire. Luego hubo una moratoria de 33 meses.

### El programa militar de 1961-1962
Las pruebas nucleares en Nueva Zembla continúan en 1961. En septiembre de ese año el gobierno soviético decide poner fin a la moratoria de 1959-1960. El jefe del Sitio de pruebas de Nueva Zembla, el general de artillería G. G. Kudryavtsev dio autorización para realizar pruebas nucleares en la atmósfera y bajo el agua. El programa contemplaba pruebas de poderosas ojivas termonucleares y ejercicios para las tres ramas de las Fuerzas armadas: el Ejército, la marina y las Fuerzas de cohetes estratégicos. El programa se inició con la orden de Nikita Jruschov.
La primera prueba del programa, nombre clave "Vozduj" ("aire"), ocurrió en la zona D-II el 10 de septiembre. Durante la prueba, un Tu-95 arrojó una bomba termonuclear que explotó a 2000 metros de altura, con un rendimiento de 2700 kilotones.
La siguiente prueba fue "Volga", detonada en guba Chyornaya el mismo día que "Vozduj". Esta fue una prueba de misiles tácticos. Un cohete R-12 con una ojiva nuclear detonó a 390 metros de altura sobre un "campo de batalla", con un rendimiento de 12 kilotones.
Durante el programa de 1961 se realizaron pruebas con misiles de corto alcance de diferentes rendimientos, y se intentó realizar dos pruebas por cada rango de rendimiento, una a gran altitud y otra a baja altitud para estudiar los diferentes efectos. Se realizaron también pruebas con misiles crucero y torpedos cargados con ojivas nucleares. En 1962 el programa terminó con pruebas similares, incluyendo una prueba en la superficie del agua con un misil crucero el 22 agosto ("Shkval") y una prueba con un misil estratégico el 8 de septiembre ("Tyulpan").

### Pruebas multimegatón
El Sitio de pruebas de Nueva Zembla permitió además la detonación de bombas de alto rendimiento, de las cuales algunas superaban con creces a las mayores pruebas nucleares estadounidenses. La Unión Soviética realizó 14 pruebas nucleares con rendimientos mayores o iguales a 4 megatones (4000 kilotones), 2 de ellas subterráneas y todas ellas en Nueva Zembla. Aquí se nombran las pruebas mayores o iguales a 10 megatones.
- El 23 de octubre de 1961, en la bahía de Mityushija, Sujoy Nos, se detonó una bomba termonuclear de 12500 kilotones. La bomba fue arrojada desde un avión y explotó a 3500 metros de altura.[7]
- El 30 de octubre de 1961, en la bahía de Mityushija, se realizó la prueba de la "Bomba Tsar", que causó la mayor explosión producida por el hombre. El diseño era un dispositivo termonuclear de 100 megatones, que fue reducido a la mitad antes de la prueba para aminorar los efectos. La bomba fue creada con fines propagandísticos más que probarla para un futuro uso real, ya que la bomba era demasiado grande y pesada, y por ende difícil de transportar e imposible de utilizar como ojiva de ICBM. El dispositivo fue arrojado desde un bombardero Tu-95 modificado para su transporte (por el excesivo tamaño de la bomba) y explotó a una altitud de 3500 metros, con un rendimiento estimado entre 50000 y 57000 kilotones. Después de esta prueba Andrei Sajarov, que era parte del equipo de físicos que diseñaron la bomba, se mostró en contra de este tipo de pruebas, convirtiéndose después en un activista antinuclear.
- El 5 de agosto de 1962, en la bahía de Mityushija, se detonó una bomba termonuclear de 21100 kilotones, también arrojada desde un avión (Tu-95V, modificado para el propósito igual que la "Tsar"), a 3600 metros de altura. La explosión produjo un movimiento sísmico de 5,2 grados en la escala de Richter.[7][5]
- El 25 de agosto de 1962 se detonó una bomba termonuclear, probablemente destinada a una ojiva de ICBM, a una altitud de 2980 metros con un rendimiento de 10000 kilotones.[7]
- El 19 de septiembre, en la bahía de Mityushija, se realizó una prueba de 10000 kilotones, cuyo diseño era destinado para una ojiva de ICBM de alto rendimiento. La bomba detonó a 3280 metros de altura y produjo un movimiento sísmico de 4,9 grados en la escala de Richter.[6][7]
- El 25 de septiembre de 1962, en la bahía de Mityushija, se detonó una bomba termonuclear de 19100 kilotones a 4090 metros de altura. El dispositivo fue construido a manos de Chelyabinsk-70.
- El 27 de septiembre, en la bahía de Mityushija, se realizó una prueba de 20000 kilotones, diseño probablemente destinado a una ojiva de ICBM, a una altura de 3900 metros, produciendo un movimiento sísmico de 5,1 grados en la escala de Richter. El dispositivo fue creado en manos del comité KB-11.[6][7]
- El 24 de diciembre de 1962, en la bahía de Mityushija, se realizó la segunda prueba nuclear más grande en la historia. La prueba, que figura como la N° 219 en los registros soviéticos oficiales, era una versión reducida a la mitad (para disminuir los efectos) de un arma termonuclear "limpia" de 50 megatones producida por Chelyabinsk-70 para su uso como ojiva de alto rendimiento para ICBM.[4][6] La bomba, probablemente arrojada desde un avión, explotó a una altura de 3750 metros, con un rendimiento de 24200 kilotones. Supuestamente el rendimiento de la bomba tuvo un porcentaje de fisión igual o cercano a 0%.[6][7]

### Pruebas nucleares subterráneas
En 1963 se inició la aplicación del Tratado de prohibición parcial de las pruebas que prohíbe las pruebas nucleares en la atmósfera, en el espacio y bajo el agua. La mayor explosión subterránea en Novaya Zemlya se llevó a cabo el 12 de septiembre de 1973, con cuatro artefactos nucleares de 4,2 megatones de rendimiento total. Aunque mucho menor en poder que la explosión de la Bomba Zar y otras pruebas atmosféricas, el confinamiento de las explosiones subterráneas provoca enormes presiones, rivalizando con los terremotos naturales. En el caso de la prueba del 12 de septiembre de 1973, se provocó un movimiento sísmico que alcanzó una magnitud de 6,97 en la escala de Richter, lo que desató una avalancha de 80 millones de toneladas de roca que bloquearon dos corrientes glaciales y crearon un lago de 2 km de longitud.